# Izbavitelji
Izbavitelji je američka animirana akcijska komedija o superherojskoj obitelji Incredible. Fim je nagrađen Oscarom za najbolji animirani film i za najbolju montažu zvuka, a nominiran je u još dvije kategorije. Riječ je o jednom od filmova s najvećom zaradom u 2000ima.

## Radnja
Petnaest godina prije događaja opisanih u filmu, superheroji su uživali svoje zlatno doba, koje je naglo prekinuto bujicom tužbi oko štete ponekad prouzrokovane njihovom djelatnošću spašavanja svijeta. U zamjenu za imunitet pred zakonom, heroji su se morali odreći svojih super-identiteta i živjeti običnim životima. Danas Bob Parr, prije znan kao Gospodin Izbavitelj (Mr Incredible) živi tiho i mirno sa svojom obitelji (od kojih svi imaju nadljudske moći), osim što se katkad iskrada sa svojim prijateljem Luciusom Bestom (prije znanim pod imenom Frizer) i potajice se bori protiv zločinaca. 
Stvari se mijenjaju kad anonimni dobročinitelj poziva Boba da se vrati u službu; on odmah prihvaća ponudu. No "dobročinitelj" je zapravo zločinac pod imenom Syndrome, koji od mladosti žudi za osvetom nad G. Fantastičnim.

## Ekipa
- Brad Bird, scenarist i redatelj
- Craig T. Nelson kao Mr. Izbavitelj
- Holly Hunter kao Elastika
- Samuel L. Jackson kao Frizer
- Jason Lee kao Sindrom
- Elizabeth Peña kao Mirage
- John Ratzenberger kao Underminer

## Sinkronizacija
- Siniša Popović kao Bob Parr/Mr. Izbavitelj
- Bojana Gregorić kao Helena Parr/Elastika
- Branko Đurić kao Lucius Best/Frizer
- Rene Bitorajac kao Pero Perić/Sindrom
- Jadranka Đokić kao Mirage
- Filip Šovagović kao Potkopavatelj i pljačkaš

## Nagrade i nominacije
Nagrade:
- Osvojena nagrada Saturn za najbolji animirani film.
- Osvojena nagrada Oscar za najbolji animirani film, najbolju montažu zvuka

Nominacije:
- Nagrada Saturn: najbolji scenarij 2004.

## Vanjske poveznice
- Službene stranice Izbavitelja  Arhivirana inačica izvorne stranice od 21. studenoga 2008. (Wayback Machine)
- Foršpan filma